# Viladecans (Riner)
Viladecans és una masia situada al municipi de Riner, a la comarca catalana del Solsonès.